# تلمبه شهید شاه‌آبادی
تلمبه شهید شاه‌آبادی یک منطقهٔ مسکونی در ایران است که در دهستان نگار واقع شده‌است. تلمبه شهید شاه‌آبادی ۲۴ نفر جمعیت دارد.